# Gemmula westaustralis
Gemmula westaustralis é uma espécie de gastrópode do gênero Gemmula, pertencente a família Turridae.